# Antoine Joseph Drouot
Pour les articles homonymes, voir Drouot (homonymie).
Antoine Joseph Drouot, né à Nancy (Meurthe) le 14 avril 1816 et mort dans cette ville le 17 septembre 1897, est un homme politique français.

## Biographie
Fils d'un pharmacien de Nancy, Antoine Joseph Drouot est le neveu du général d'Empire Antoine Drouot. Il s'occupe d'agriculture et succède au titre de comte de son oncle à sa mort en 1847.
Conseiller général du canton de Toul, Antoine Joseph Drouot est élu, le 29 février 1852, député au Corps législatif dans la 1re circonscription de la Meurthe, par 21 386 voix sur 23 363 votants et 36 759 inscrits, contre 588 voix à M. France.
Drouot siège dans la majorité la plus dévouée à l'Empire pendant toute la durée du règne. Il a successivement été réélu : le 22 juin 1857, par 18 628 voix sur 22 693 votants et 34 508 inscrits, contre 3 733 voix au général Cavaignac ; le 1er juin 1863, par 21 857 voix sur 33 520 votants et 44 850 inscrits contre 11 099 voix à M. Cournault ; et le 24 mai 1869, par 19 446 voix sur 37 588 votants et 46 944 inscrits contre 13 203 voix à M. Cournault, et 4 637 à M. de Lacoste. Il vote la déclaration de la guerre à la Prusse.
La défaite de Napoléon III à Sedan et la proclamation de la République française du 4 septembre 1870 le rend à la vie privée.
Il continue cependant de militer pour la cause bonapartiste au sein de réseaux de notables locaux, incluant par exemple Charles Welche et Henri Buquet. Il décline cependant la direction du parti en Meurthe-et-Moselle en 1889 en raison de son état de santé.

## Distinctions
- officier de la Légion d'honneur, 30 août 1865

## Source
- « Antoine Joseph Drouot », dans Adolphe Robert et Gaston Cougny, Dictionnaire des parlementaires français, Edgar Bourloton, 1889-1891 [détail de l’édition]